# Xie Huilin
Xie Huilin (en chinois : 謝惠琳) est une footballeuse internationale chinoise née le 17 janvier 1975 à Shanghai. 

## Biographie

### En sélection
Lors de la Coupe du monde 1995, Xie Huilin dispute cinq matchs de l'équipe de Chine qui termine quatrième.
Huilin est sélectionnée pour participer aux Jeux olympiques de 1996.  Huilin dispute les cinq matches dont la finale perdue contre les États-Unis et est ainsi médaillée d'argent.
Lors de la Coupe du monde 1999, elle joue durant 4 rencontres : les 3 matchs de la phase de groupes et la finale perdue à nouveau contre les Américaines.
Elle participe également aux Jeux olympiques 2000 en jouant 2 matchs.